# Pedra de Guaratiba
Pedra de Guaratiba és un barri de la Zona Oest del municipi de Rio de Janeiro, al Brasil.
El seu Índex de Desenvolupament Social (IDS), l'any 2000, era de 0,546, el 115 entre 158 regions analitzades en el municipi de Rio.

## Toponímia
"Guaratiba" és un terme de la llengua tupí que significa "reunió de guarás", a través de la unió dels termes agwa'rá ("guará") i tyba ("reunió").
Encara avui es veuen moltes garses pels manglars de la regió.

## Història
El 1579, Manoel Veloso Espina va rebre junt amb l'esposa, Jerônima Cubas, una sesmaria a Guaratiba. Jerônima era ﬁlla il·legítima de Brás Cubas, capità en cap de Sao Vicente. Va rebre les terres a Guaratiba perquè també havia lluitat, el 1575, contra els tamoios i francesos que es van refugiar a Cabo Frio. Va ser nomenat oﬁcial de la Càmera el 1584. La sesmaria comprenia cinquanta-dos quilòmetres quadrats, entre els rius Guandu i Guaratiba, a més d'una illa totes les aigües entrades i sortides, d'acord amb la carta de donació (Conquistadores e povoadores do Rio de Janeiro, Elysio i Oliveira Belchior). Amb la seva mort, seus dos ﬁlls, Jerônimo i Manuel, van heretar la freguesia de Guaratiba. A través de mutu consentiment, el 27 d'abril de 1628, van resoldre dividir entre ells les terres heretades del pare, quedant Jerônimo amb la part del nord - Pedra de Guaratiba i Manoel amb la part est - Barra de Guaratiba, tenint el riu Piraquê com a línia divisòria. Jerônimo, ja casat amb Beatriz Álvares Gago, va tornar a passar, el 27 de juliol de 1629, una part a la Província Carmelita Fluminense (La congregació carmelita de possessió religiosa de les terres, va fer construir diverses millores entre les quals, una església, un noviciat i un enginy). A canvi, haurien de pagar alguns deutes acumulats, protegir tres trobadors, resar misses pels donants i donar-los sepultura en la capella de Nossa Senhora do Desterro va tenir el seu origen en el repartiment de les terres de la regió de Barra de Guaratiba pels hereus del seu primer donatari, el portuguès Manoel Velloso Espina.
En un passat recent, Pedra de Guaratiba va destacar per ser gran productora de peix, sent visitada per persones atretes pels seus restaurants especialitzats en marisc. Avui, l'activitat pesquera ha baixat a causa de la gran pol·lució que afecta la badia.

## Característiques
El barri de Pedra de Guaratiba pertany a la regió administrativa de Guaratiba. Els barris integrants de la regió administrativa són Guaratiba, Barra de Guaratiba i Pedra de Guaratiba. El barri té una població de 9.488 habitants, distribuïts en una àrea territorial de 363,69 hectàrees, segon informacions de l'Institut Brasiler de Geografia i Estadística - Cens Demogràfic 2010. El barri fa límit amb el barri de Guaratiba. És una zona residencial, costanera i banyada per la Badia de Sepetiba.
Té l'Àrea de Protecció Ambiental das Brisas (Mata do Casqueiro), on es poden trobar elements de la fauna i flora característics de manglars, restinga i bosc atlàntic. En el morro do Silvério, se situa la famosa Pedra da Paca, d'on es disposa d'una vista panoràmica del barri, així com la Badia de Sepetiba i l'oceà Atlàntic. El barri va registrar gran creixement de població els últims anys, principalment després de la reforma de la Praia da Brisa, que va revitalitzar la riba i va crear un nou ambient per a esdeveniments. Actualment, diversos shows formen part del calendari en el barri.